# Petar Krsmanović
Petar Krsmanović (Čačak, 1 de junho de 1990) é um voleibolista profissional sérvio, jogador posição central.

## Títulos
Clubes
Copa Montenegrina:
- 2015

Campeonato Montenegrino:
- 2015

Campeonato Mundial de Clubes:
- 2015

Copa ACLAV:
- 2015

Campeonato Sul-Americano de Clubes:
- 2016

Campeonato Argentino:
- 2016

Seleção principal
Torneio Hubert Jerzeg Wagner:
- 2016
- 2019

Campeonato Europeu:
- 2019